# میکی بلانکو
میکی بلانکو (به انگلیسی: Mykki Blanco) (زاده ۲ آوریل ۱۹۸۶) رپر، هنرپیشه، شاعر و فعال آمریکایی است. او با هنرمندانی از جمله کانیه وست، تیانا تیلور و بلاد اورنج همکاری موسیقی دارد.
بلانکو در اورنج کانتی ، کالیفرنیا متولد شد.  پدرش ، مایکل کواتل باوم ، قبل از اینکه یک روانشناس شود ، متخصص فناوری اطلاعات بود.  مادرش ، دبورا باتلر ، در اداره ثبت اختراعات و علامت های تجاری کارولینای شمالی کار غیر قانونی داشت.  طرف پدرش یهودی آمریکایی آفریقایی تبار است. والدین بلانکو وقتی 2 ساله بود طلاق گرفتند. در کودکی ، او قبل از مهاجرت به رالی ، کارولینای شمالی ، در شهرستان سان ماتئو ، کالیفرنیا ، نزدیک پدربزرگ و مادربزرگ پدری خود زندگی می کرد. او در دبیرستان Enloe تحصیل کرد.
در سن 15 سالگی ، بلانکو برنده جایزه Spirit Indies برای گروه نمایشی ای شد که او تأسیس کرد ، Paint In Consciousness Experimental Theater ، در رالی. 
وقتی بلانکو 16 ساله بود ، قبل از حرکت به شهر نیویورک از خانه فرار کرد. سپس مدتی را در کالیفرنیا گذراند . پیش از آنکه بورسیه کامل تحصیل در مدرسه هنر موسسه شیکاگو را کسب کند ، پس از دو ترم در سال 2006 تحصیل را رها کرد. او همچنین به طور مختصر در دوره های آموزشی مدرسه طراحی پارسونز در شهر نیویورک شرکت کرد. 